# Martín del Río
Martín del Río è un comune spagnolo di 476 abitanti situato nella comunità autonoma dell'Aragona.